# Universidad de Las Américas
Universidad de Las Américas – prywatna uczelnia w Chile, zlokalizowana w Santiago. 
Universidad de Las Américas to prywatna korporacja non-profit, założona w 1988 i niezależna od 1997. 
Posiada 7 kampusów rozmieszczonych w swoich siedzibach w Santiago, Viña del Mar i Concepcion. 23 000 studentów korzysta z pracy 3 000 pracowników naukowych i nauczycieli oraz 500 pracowników administracyjnych. 
Od września 2020 uniwersytet jest częścią Fundacji Edukacji i Kultury.